# II Brygada Litewsko-Białoruska
II Brygada Litewsko-Białoruska (II BLB) – oddział piechoty Wojska Polskiego w  II Rzeczypospolitej.

## Organizacja brygady
Struktura w czerwcu 1920:
- Dowództwo brygady
  - Grodzieński pułk strzelców
  - Nowogródzki pułk strzelców

## Obsada personalna
Dowódcy brygady
- płk Stefan de Latour[1]
- płk Kazimierz Rybicki[2]